# 加油合唱團
加油合唱團（英語：The Go-Go's）是於1978年在洛杉磯成立的美國搖滾樂團。除了少數短暫加入的樂手以外，較為穩定的成員有主音吉他/鍵盤手夏洛特·卡菲、主唱貝琳達·卡萊爾、鼓手吉娜·夏克、貝斯手凱西·瓦倫泰和節奏吉他手珍·維德林。
加油合唱團在1980年代初期開始嶄露頭角：1981年7月，樂團的首張專輯《Beauty and the Beat》被認為是「美國新浪潮音樂的奠基專輯」之一，並在發行的一個月後挺進《公告牌》的兩百強專輯榜，該專輯產生了兩首百大熱門單曲：〈Our Lips Are Sealed〉和〈We Got the Beat〉。《Beauty and the Beat》最終在1982年是成為榜單的冠軍專輯並連續維持了六週，賣出了兩百萬張唱片。此專輯不僅成為史上最成功的出道專輯之一，更使得樂團成為第一個也是截至目前為止唯一一個全由女性原創及演奏歌曲來達成此項成就的藝人。樂團在1982年獲得第24屆葛萊美最佳新人獎提名，但輸給了席娜·伊斯頓。樂團後來還有〈Vacation〉、〈Head over Heels〉、〈Turn to You〉等歌曲進軍百大熱門歌曲榜單。加油合唱團至今已在世界賣出七百萬張唱片。
加油合唱團在1985年解散，但又在1990年代之後斷斷續續地重組、錄製新歌和巡演。她們於2011年在好萊塢星光大道上獲得了一顆星。儘管在2016年舉辦了告別巡演，樂團仍然不時有演出與其他活動。2018年至2019年期間，一齣以加油合唱團的音樂為主題的音樂劇《Head over Heels》在百老匯哈德森劇院中公演。2021年，加油合唱團入選搖滾名人堂，沒多久後就宣布解散。

## 成員
- 貝琳達·卡萊爾（Belinda Carlisle） – 主唱 (1978年–1985年、1990年、1994年、1999年–2022年)
- 珍·維德林（Jane  Wiedlin） – 節奏吉他、和聲 (1978年–1984年、1990年、1994年、1999年–2022年)、主音吉他 (1978年)
- 瑪格·奧拉維里亞（Margot Olavarria） – 貝斯 (1978年–1980年)
- 艾莉莎·貝洛（Elissa Bello） – 爵士鼓 (1978年–1979年)
- 夏洛特·卡菲（Charlotte Caffey） – 主音吉他、鍵盤、和聲 (1978年–1985年、1990年、1994年、1999年–2022年)
- 吉娜·夏克（Gina  Schock） – 爵士鼓 (1979年–1985年、1990年、1994年、1999年–2022年)、和聲 (1982年–1985年、1990年、1994年、1999年–2022年)
- 凱西·瓦倫泰（Kathy Valentine） – 貝斯、和聲 (1980年–1985年、1990年、1994年、1999年–2012年、2018年–2022年)、節奏吉他 (1984年–1985年)
- 寶拉·珍·布朗（Paula Jean Brown） – 貝斯 (1984年–1985年)
- 艾比·崔維斯（Abby Travis） – 貝斯 (2012年–2018年)

## 作品
錄音室專輯
- 《Beauty and the Beat（英语：Beauty and the Beat (The Go-Go's album)）》（1981年7月8日）
- 《Vacation（英语：Vacation (The Go-Go's album)）》（1982年7月20日）
- 《Talk Show（英语：Talk Show (The Go-Go's album)）》（1984年3月19日）
- 《God Bless the Go-Go's（英语：God Bless the Go-Go's）》（2001年5月15日）

合輯專輯/精選輯
- 《Greatest（英语：Greatest (The Go-Go's album)）》（1990年10月5日）
- 《Return to the Valley of The Go-Go's（英语：Return to the Valley of The Go-Go's）》（1994年10月18日）
- 《VH1 Behind the Music: Go-Go's Collection（英语：VH1 Behind the Music: Go-Go's Collection）》（2000年）